# Gobierno y administración de las Antillas Neerlandesas

## Poder ejecutivo
El jefe de Estado de las Antillas era el monarca de los Países Bajos, quien nombraba un gobernador general, para ser representado o representada en el país.
El gobierno estaba encabezado por un primer ministro, miembro del Consejo de Ministros, el cual, era nombrado por los partidos con mayoría dentro del Parlamento.
| Miembros del Gobierno de las Antillas Neerlandesas (27 de enero de 2003) | Miembros del Gobierno de las Antillas Neerlandesas (27 de enero de 2003) |
| ------------------------------------------------------------------------ | ------------------------------------------------------------------------ |
| Gobernador                                                               | Frits Goedgedrag                                                         |
| Primer ministro                                                          | Emily de Jongh-Elhage (marzo de 2006)                                    |
| Adjunto al primer ministro                                               | Errol Cova                                                               |
| Min. de Asuntos Económicos y Trabajo                                     | Errol Cova                                                               |
| Min. de Educación, Cultura, Juventus y Deportes                          | Emily de Jongh-Elhage                                                    |
| Min. de Hacienda                                                         | Ersilla de Lannooy                                                       |
| Min. de Asuntos Exteriores                                               | Etienne Ys                                                               |
| Min. de Salud Pública y Desarrollo Social                                | Joan Theodora-Brewster                                                   |
| Min. de Justicia                                                         | Norberto Vieira Ribeiro                                                  |
| Min. de Transporte y Telecomunicación                                    | Herbert Domacasse                                                        |
| Min. Plenipotenciario por La Haya                                        | Carel de Haseth                                                          |
| Dir. del Banco de las Antillas Neerlandesas                              | Emsley Tromp                                                             |

Cada isla tenía además su propio gobierno, desde 2010 con la disolución de las antillas neerlandesas, estas son gobernadas directamente por el gobierno neerlandés.

## Poder legislativo
El Parlamento de las Antillas Neerlandesas era unicameral, con 22 diputados elegidos por sufragio universal para un mandato de cuatro años, y repartidos entre la población de los Territorios Insulares de la siguiente manera: Curazao (14), San Martín (3), Bonaire (3), San Eustaquio (1) y Saba (1).
Las últimas elecciones se celebraron el 18 de enero de 2002, resultando el siguiente reparto de escaños.
| Partido | Asientos | Partido | Asientos |     |   |     |   |      |   |     |   |         |   |      |   |
| FOL     | 5        | UPB     | 2        |     |   |     |   |      |   |     |   |         |   |      |   |
| PAR     | 4        | DP      | 1        | PNP | 3 | MAN | 1 | PLKP | 2 | PDB | 1 | DP-St.M | 2 | WIPM | 1 |

## Poder judicial
Las Antillas neerlandesas tenían a la Corte Suprema de Justicia, Y los jueces eran designados por el monarca de los Países Bajos

## Antigua Participación en Organismos Internacionales
- Caricom (Observador)
- CEPAL (Asociado)
- Interpol
- IOC
- Unesco (Asociado)
- UPU
- OMM
- OMT (Asociado)
- COI

- Datos: Q5882018